# Limnophila flavicauda
Limnophila flavicauda är en tvåvingeart som först beskrevs av Jacques-Marie-Frangile Bigot 1888.  Limnophila flavicauda ingår i släktet Limnophila och familjen småharkrankar. Inga underarter finns listade i Catalogue of Life.